# Schmuckelfe
Die Schmuckelfe (Lophornis ornatus) ist eine Vogelart aus der Familie der Kolibris (Trochilidae). Die Art hat ein großes Verbreitungsgebiet, das Teile der Länder Trinidad, Venezuela, Guyana, Suriname, Französisch-Guayana und Brasilien umfasst. Der Bestand wird von der IUCN als „nicht gefährdet“ (least concern) eingeschätzt.

## Merkmale
Die Schmuckelfe erreicht eine Körperlänge von etwa 6,8 bis 7 cm bei einem Gewicht von ca. 1,6 bis 2,8 g. Das Männchen hat einen roten geraden Schnabel mit schwarzer Spitze. Der vordere Oberkopf schillert grün und der lange Kamm ist dunkel rötlich braun. Der Rest der Oberseite glänzt blassgrün. Am Bürzel findet sich ein weißes Band. Die Oberschwanzdecken sind purpurn. Die langen Büschel von den Wangen weg sind rötlich braun, wobei sie grüne funkelnde Punkte in der unteren Hälfte aufweisen. Die Kehle schimmert smaragdgrün, der Rest der Unterseite ist blassgrün. Beim quadratisch geformten Schwanz sind die mittleren Steuerfedern bronzegrün, der Rest rötlich braun mit bronzegrünen Flecken. Die Weibchen haben keine Backenbüschel. Der Bürzel ist gelbbraun gefärbt. Die Unterseite ist rötlich braun mit grünen Flanken. Jungtiere ähneln den Weibchen.

## Verhalten und Ernährung
Ihren Nektar holen sie sich an blühenden Akanthusgewächsen, Seidenpflanzengewächsen der Gattung Asclepias, Korbblütlern, Wolfsmilchgewächsen, Hülsenfrüchtlern wie die Straucherbse, Lippenblütlern, Pfeilwurzgewächsen, Myrtengewächsen, Rötegewächsen und Eisenkrautgewächsen der Gattung Stachytarpheta. Als sogenannte Trapliner fliegen sie regelmäßig in rascher Folge ganz bestimmte Blüten an. Außerdem ernähren sie sich von Gliederfüßern.

## Lautäußerungen
Meist ist die Schmuckelfe leise. Bei der Nahrungsaufnahme gibt sie ein kurzes tsip von sich. Ihr Flug klingt ähnlich wie der der Bienen.

## Fortpflanzung
Die Brutzeit in Trinidad ist während der Trockenzeit von Januar bis April, in Guyana von Dezember bis März. Schmuckelfen bauen ein kelchartiges Nest aus feinen und weichen Pflanzenfasern, das sie 2 Meter über dem Boden anbringen. Eine Brut besteht aus zwei Eiern. Das Ausbrüten durch das Weibchen dauert 13 bis 14 Tage. Nach 20 Tagen werden die Nestlinge flügge.

## Verbreitung und Lebensraum

Verbreitungsgebiet der Schmuckelfe

Schmuckelfen bewegen sich vorzugsweise an feuchten Waldrändern, Galeriewäldern, Dickicht und Kulturlandschaften wie Plantagen, sowie in Savannen in Höhen zwischen 100 und 1000 Metern.

## Systematik
Die Art ist monotypisch.

## Migration
Die Schmuckelfe gilt als Standvogel.

## Etymologie und Forschungsgeschichte
Pieter Boddaert beschrieb die Schmuckelfe unter dem Namen Trochilus ornatus. 1829 führte René Primevère Lesson die neue Gattung Lophornis u. a. für die Schmuckelfe ein. Lophornis setzt sich aus den griechischen Wörtern λόφος lóphos für „Helmbusch, (Hahnen-)Kamm“ und όρνις órnis für „Vogel“ zusammen. Ornatus ist das lateinische Wort für „kunstvoll, verziert“.